# Fissidens appalachensis
Fissidens appalachensis är en bladmossart som beskrevs av Robert Zander 1969. Fissidens appalachensis ingår i släktet fickmossor, och familjen Fissidentaceae. Inga underarter finns listade i Catalogue of Life.